# Pueblo Moreno
Pueblo Moreno es una entidad poblacional de Argentina -considerada exlocalidad por el INDEC- ubicada en el municipio de Cerrito, departamento Paraná, provincia de Entre Ríos. Se encuentra al sur de la ruta nacional 12, 1,5 km al sudeste del centro de Cerrito, con la cual se encuentra conurbada y de la cual depende administrativamente.
El acceso pavimentado al poblado fue licitado en 2011. Fue fundado en 1887 dentro de la Colonia Cerrito, en parte con inmigrantes eslovenos. Cuenta con una escuela primaria donde se implementó un novedoso sistema de generación de energía eléctrica por biogás.